# Serge Devèze
Serge Devèze (Montpellier, 25 september 1956 - El Jadida, 17 december 2015) was een Frans voetballer en coach.

## Carrière
Devèze speelde enkel bij amateurploegen FC Sète en Entente Le Crès.
Hij coachte de jeugd van Entente Le Crès tussen 1988 en 1991. Toen werd hij coach van de Guineese club Horoya AC van 1992 tot 1993 was hij ook bondscoach van Guinee. In 1993 werd hij coach van de Ivoriaanse club Stade d'Abidjan, een jaar later werd hij trainer bij Mbilinga FC een club uit Gabon. Hij was tussen 1997 en 1998 ook een jaar bondscoach van Gabon.
Hij trainde de Marokkaanse club Wydad de Fès in 1998, daarna trainde hij van 1998 tot 1999 de Tunesische club ES Zarzis. Hij trainde in 1999 CO Médenine, daarna AS Marsa en daarna terug ES Zarzis.
Na zijn periode in Tunesië trainde hij nog Al-Ittihad Kalba SC en het voetbalelftal van Benin.